# Жуан Курумінас
Жуа́н Курумі́нас-і-Віньо́ (кат. Joan Coromines i Vigneaux, нар. у Барселоні у 1905 р. - помер у м. Пінеза-да-Мар, район Марезма в 1997 р.) — іспанський та каталонський лінгвіст, який зробив значний внесок у вивчення каталанської, іспанської та інших романських мов. Інше можливе написання прізвища та імені — Жоа́н Коромі́нес.

## Основні праці вченого
- «Повний етимологічний словник каталанської мови» (кат. Diccionari etimològic i complementari de la llengua catalana), який досліджує походження більшості слів у сучасній каталанській мові.
- «Ономастикон Каталонії» (лат. Onomasticon Cataloniae), що документує усі топоніми і гідроніми на територіях каталаномовного населення.
- «Етимологічний словник неоднозначностей іспанської мови в Іспанії та інших країнах» (ісп. Diccionario Crítico Etimólogico Castellano y Hispánico).

Курумінас навчався у Барселонському університеті, і дуже рано почав працювати у галузі лінгвістики. У цей же час він на все життя перейнявся прокаталонськими переконаннями. Вчений був змушений емігрувати з Іспанії під час громадянської війни, обійнявши професорську кафедру в Чиказькому університеті у 1948 році. 
Пізніше Жуан Курумінас повертається до Каталонії і до кінця життя працює над творами свого життя — словниками та «Ономастиконом».
За життя вчений декілька разів був удостоєний різних нагород від іспанського уряду, попри далеко не однозначне ставлення до Каталонії, каталанської мови і каталанізму з боку Мадрида.
На честь Курумінаса у квітні 2006 році Чиказький Університет відкрив кафедру каталанських студій імені Жуана Курумінаса (кат. Càtedra Joan Coromines d'Estudis Catalans).